# اوچو
اوچو (به ژاپنی: 応長 Ōchō)؛ نام یک عصر تاریخی ژاپنی بود. این عصر بعد از انکیو (دوره کاماکورا) و قبل از شووا (دوره کاماکورا) قرار داشت و از آوریل ۱۳۱۱ تا فوریه ۱۳۱۲ میلادی به طول انجامید. در طی این عصر امپراتور هانازونو امپراتور ژاپن بود.